# Palacio de Samteling
El Palacio Samteling (en dzongkha: སམ་ཏེ་ལིང་ ), también conocido como Royal Cottage, se encuentra en Timbu, la capital de Bután. Es la residencia oficial del Druk Gyalpo, el monarca butanés, y ha sustituido al Palacio de Dechencholing como residencia privada de la familia real. 

## Estructura
El Palacio Samteling es de menor tamaño y carácter más íntimo que el de Dechencholing, con una arquitectura íntegramente tradicional butanesa. Está rodeado de jardines y áreas arboladas que le confieren un carácter más reservado. Debido a su función como residencia privada, el acceso al público está restringido. 